# Gebirgs-Rose
Die Gebirgs-Rose (Rosa pendulina), auch Alpen-Rose, Alpen-Heckenrose, Berg-Rose oder Hängefrucht-Rose genannt, ist eine Pflanzenart aus der Gattung der Rosen (Rosa) innerhalb der Familie der Rosengewächse (Rosaceae). Sie ist in den Gebirgen Mittel-, Süd- und Südosteuropas verbreitet. Die Trivialnamen Alpen-Rose und Alpenrosen (Rhododendron) bezeichnen Arten aus verschiedenen Familien.

## Beschreibung

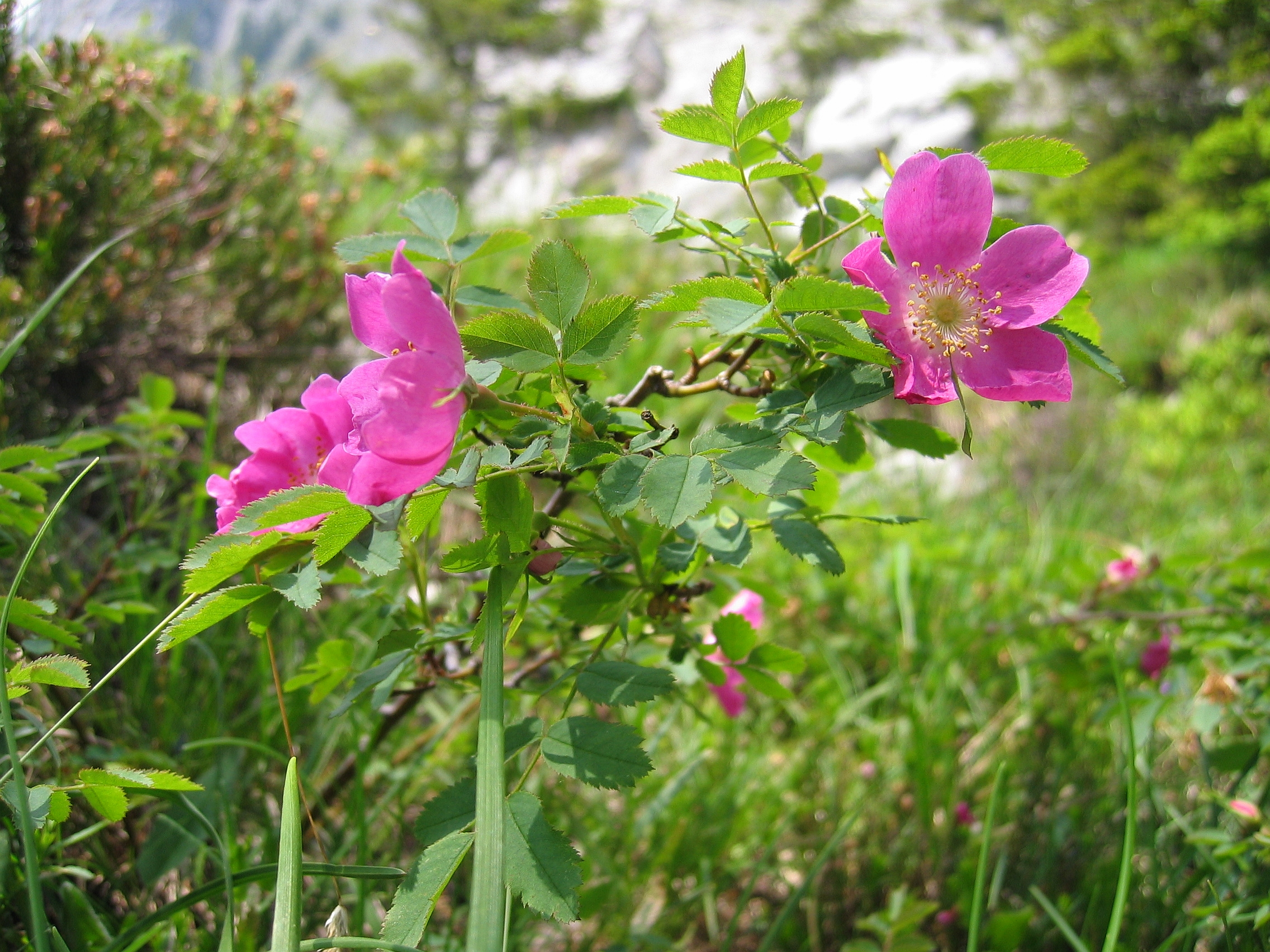
Zweig mit Blüten

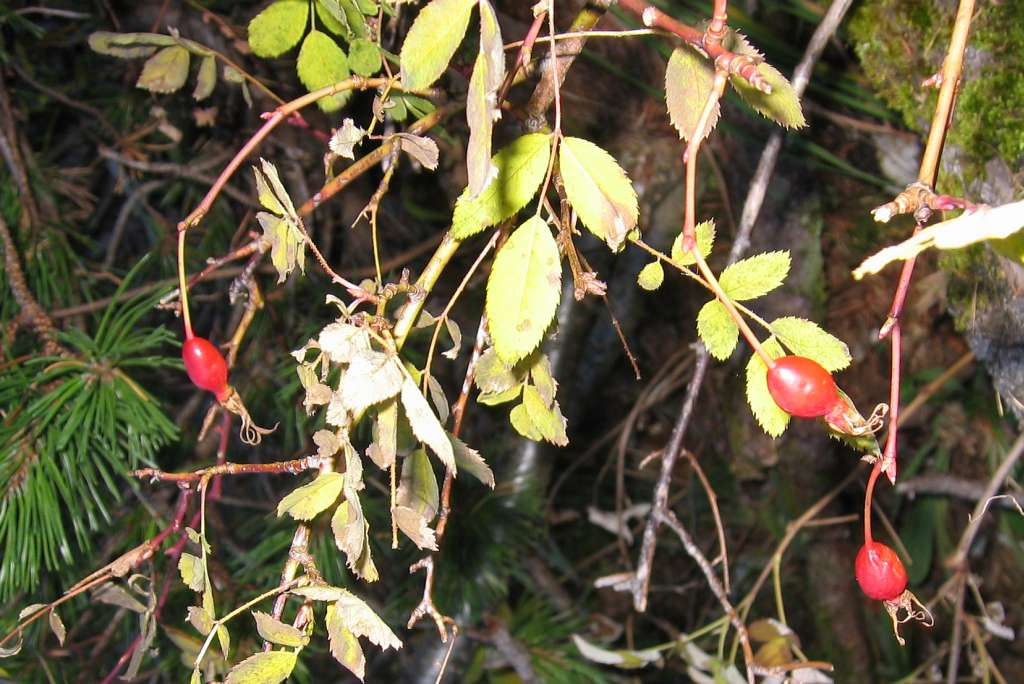
Zweige mit Hagebutten im Spätherbst

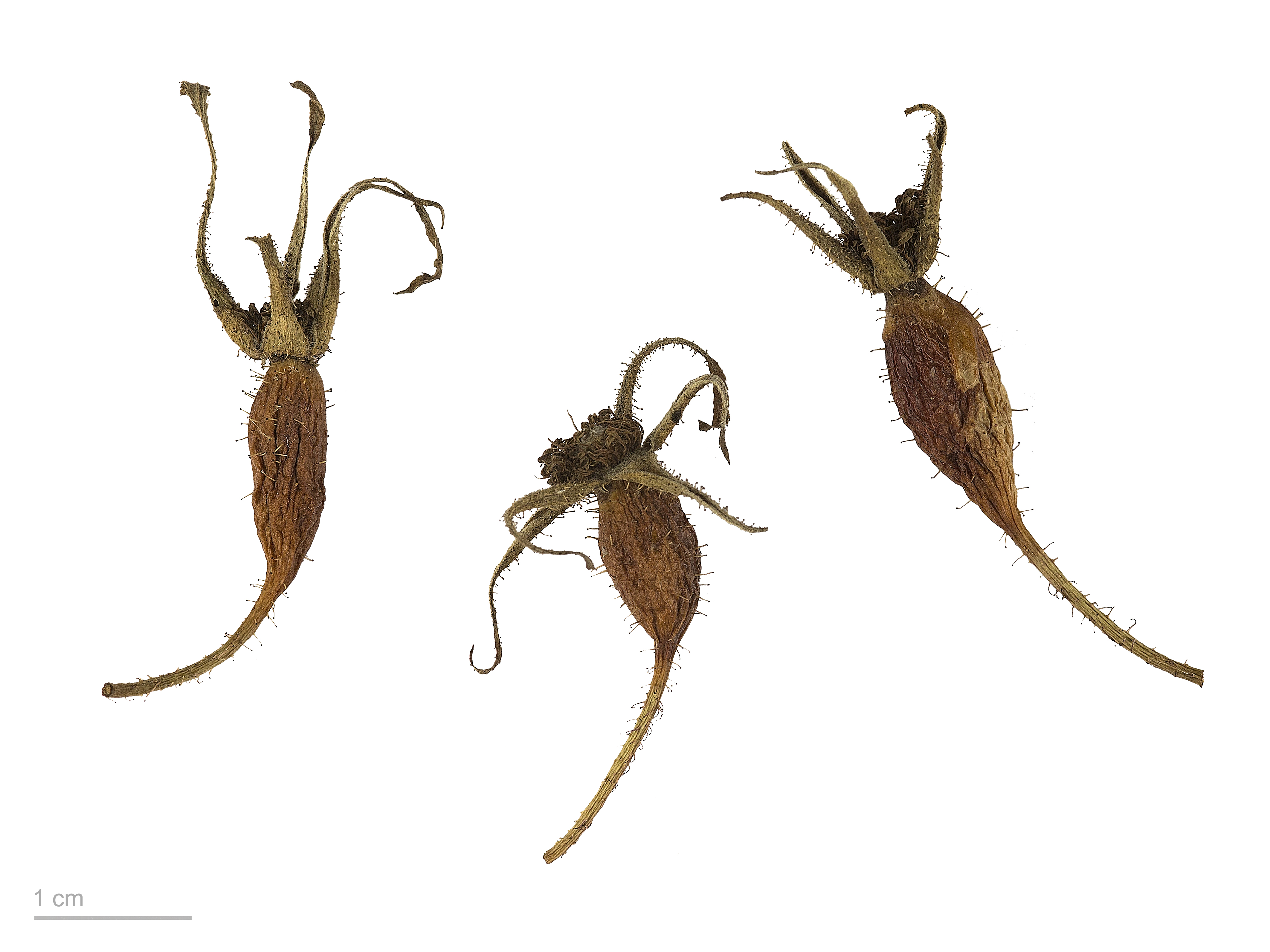
Hagebutten

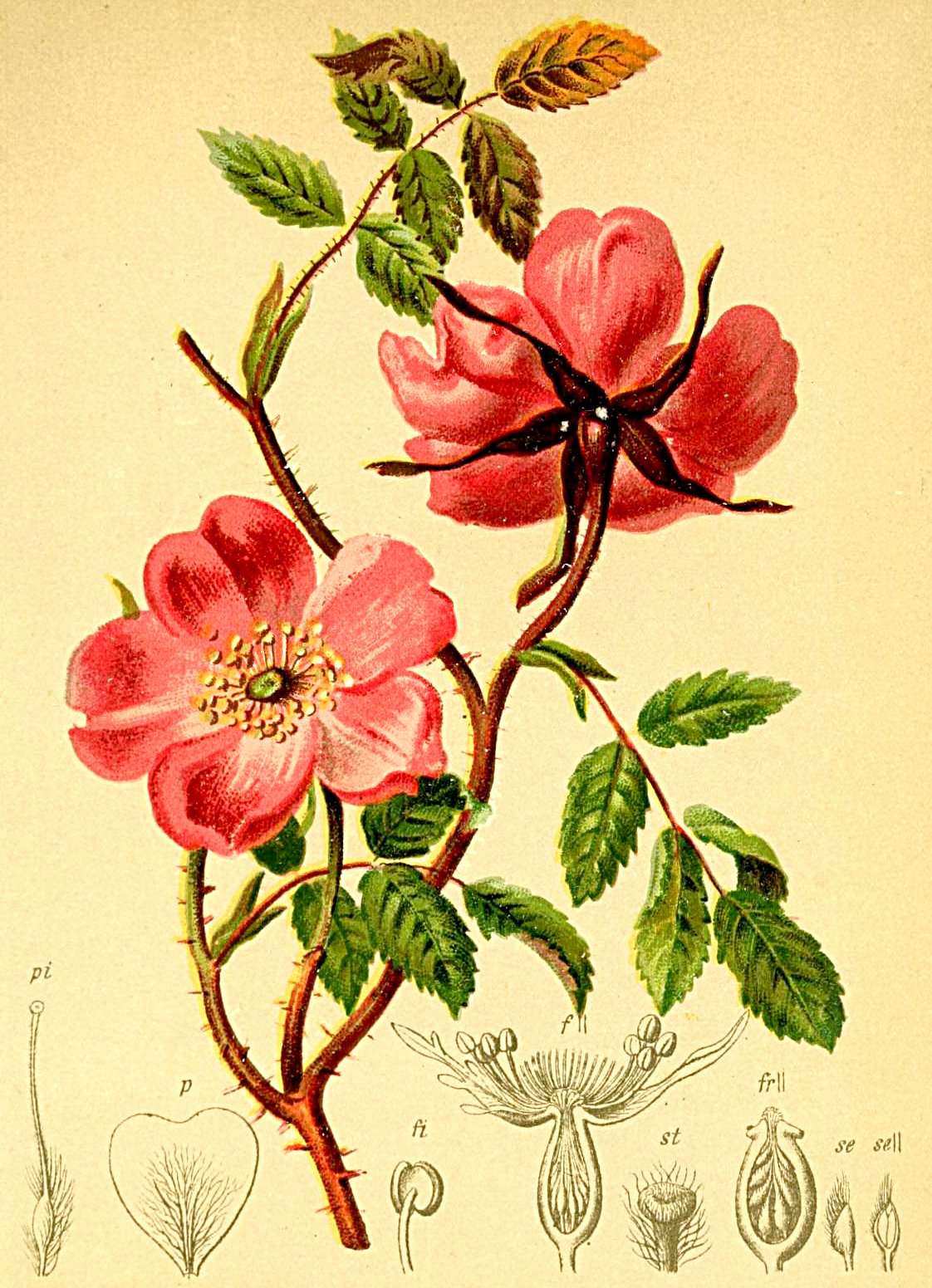
Illustration aus Atlas der Alpenflora

### Vegetative Merkmale
Die Gebirgs-Rose wächst als sommergrüner, gedrungener Strauch und erreicht Wuchshöhen von 0,5 bis 2 Metern. Die Äste sind locker verzweigt. Die Zweige sind meist stachellos, nur im unteren Teil und an jungen Zweigen finden sich gerade, borstenartige Stacheln.
Die wechselständig angeordneten Laubblätter sind in Blattstiel sowie -spreite gegliedert und insgesamt 10 bis 12 Zentimeter lang. Die unpaarig gefiederte Blattspreite besteht aus sieben bis elf dünnen, 2 bis 6 Zentimeter langen Blättchen. Zur Blattspitze hin nimmt die Größe der einzelnen Blättchen deutlich zu. Der Blattrand ist zweifach drüsig gesägt. Die Blattoberseite ist matt bläulich grün, die -unterseite heller und spärlich behaart.

### Generative Merkmale
Die Blüten stehen fast immer einzeln. Die zwittrigen Blüten sind radiärsymmetrisch und fünfzählig mit doppelter Blütenhülle. Die fünf einfachen Kelchblätter sind nach dem Blühen (Anthese) auffällig aufgerichtet und fallen nicht vor der Fruchtreife ab. Die fünf rosafarbenen bis leuchtend dunkel-purpurroten Kronblätter sind in der Mitte heller.
Die hängende Frucht (Hagebutte) ist bei einer Länge von bis zu 2,5 Zentimeter eiförmig bis länglich-flaschenförmig, selten kugelförmig und sie reift rot-orangefarben ab.
Die Chromosomenzahl beträgt 2n = 28.

## Phänologie und Ökologie
Die Blütezeit reicht von Mai bis Juli. Die Fruchtreife tritt ab August ein.
Die Hagebutten werden von Kolkraben, Krähen, Seidenschwänzen, Tannenhähern, Birkhühnern und Füchsen gefressen.

## Vorkommen
Das Verbreitungsgebiet umfasst die Gebirge in Mittel- und Südeuropa sowie den Balkan bis nördliche Griechenland. In den Alpen steigt sie bis in Höhenlagen von etwa 2000 Metern in den Bereich der Baumgrenze. In den Allgäuer Alpen wurde sie am Gipfel des Laufbacher Ecks bei einer Höhenlage von 2175 Metern beobachtet.
Die Alpen-Rose gedeiht meist in offenen Gebüschen an sonnigen Standorten, Felsfluren, Hochstaudenfluren, Zwergstrauchheiden sowie alpine Grasmatten. Sie kommt besonders im Alnetum viridis, aber auch in anderen Pflanzengesellschaften etwa der Verbände Calamagrostion, Tilio-Acerion, Erico-Pinion oder Berberidion vor.
Die ökologischen Zeigerwerte nach Landolt et al. 2010 sind in der Schweiz: Feuchtezahl F = 3+w (feucht aber mäßig wechselnd), Lichtzahl L = 3 (halbschattig), Reaktionszahl R = 4 (neutral bis basisch), Temperaturzahl T = 2+ (unter-subalpin und ober-montan), Nährstoffzahl N = 3 (mäßig nährstoffarm bis mäßig nährstoffreich), Kontinentalitätszahl K = 3 (subozeanisch bis subkontinental).

## Taxonomie
Die Erstveröffentlichung von Rosa pendulina erfolgte 1753 durch Carl von Linné in Species Plantarum, Tomus I, S. 492. Rosa pendulina ist eine sehr variable Art, die eng mit der Zimt-Rose (Rosa majalis) verwandt ist. Sie wurde unter vielen Synonymen, besonders auch als Rosa alpina, beschrieben.

## Nutzung

### Zierpflanze
Rosa pendulina ist winterhart bis −33 °C (USDA-Zone 4).

### Heilpflanze
Die Hagebutten von Rosa pendulina finden in der Volksheilkunde ähnliche Verwendung wie die Scheinfrüchte von Hundsrose, Kartoffelrose und Weinrose. Sie enthalten Flavonoide, die Vitamine B1 und B2 sowie C (Ascorbinsäure), Gerbsäuren, Gerbstoffe, Pektin, Saccharose, Carotinoide (β-Carotin, wirksam als Provitamin A), Geraniol, Saponine, bis zu 0,02 % ätherisches Öl, Flavonolglykoside, Anthocyane, Vanillin und Chinasäure. Sie werden als Nahrungsergänzungsmittel bei Vitamin-C-Mangel oder bei erhöhtem Bedarf, z. B. bei Erkältungskrankheiten eingesetzt. Die Kommission E hat aufgrund des schnell abnehmenden Vitamin-C-Anteils in der Droge eine negative Monographie veröffentlicht, das Europäische Arzneibuch fordert einen Mindestgehalt an Ascorbinsäure. Bei vorhandenen Nierensteinen sollten höhere Dosen vermieden werden.